# Frans Hogenberg

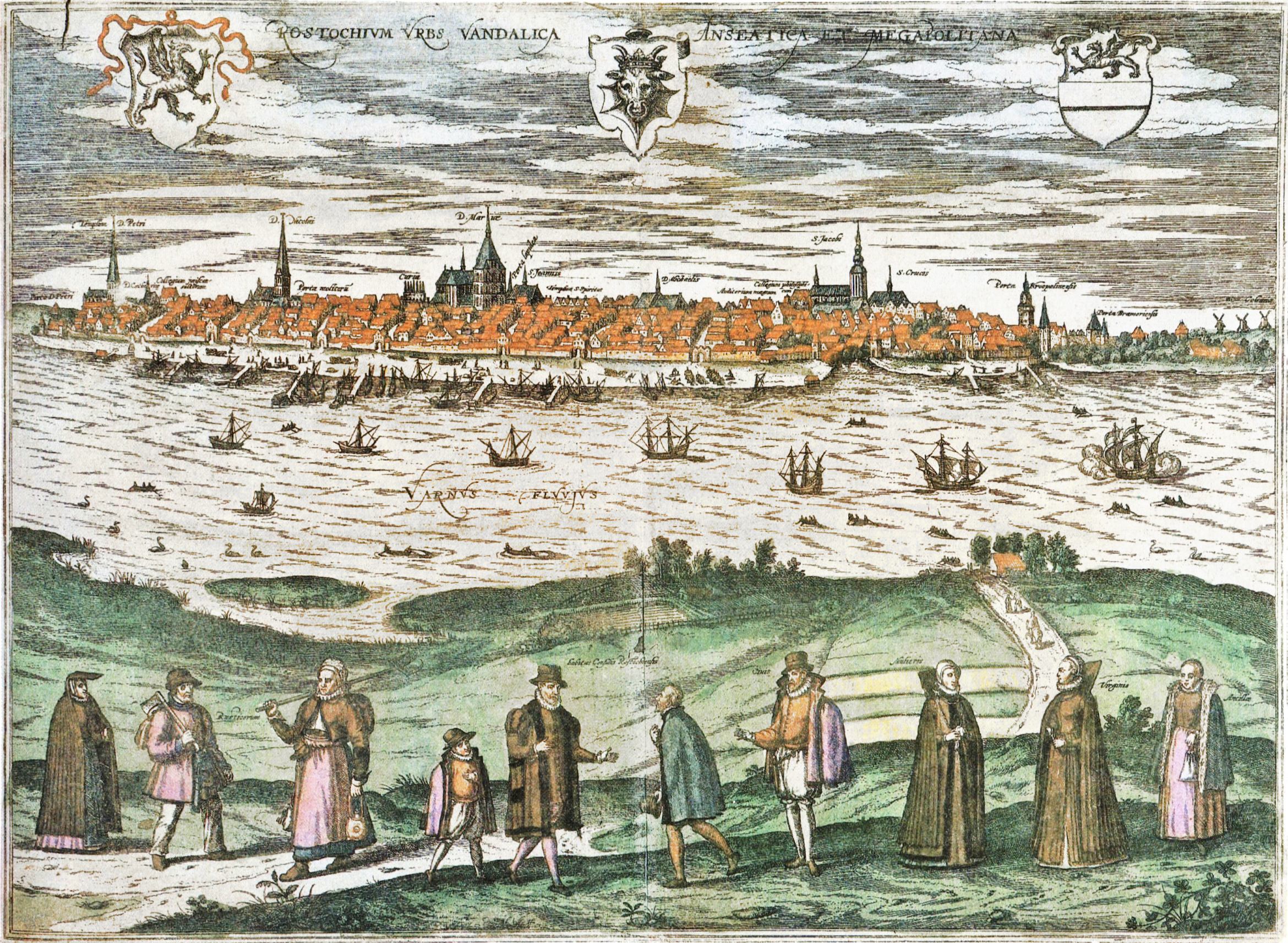
Gravure coloriée, Panorama de la ville de Rostock, 1597

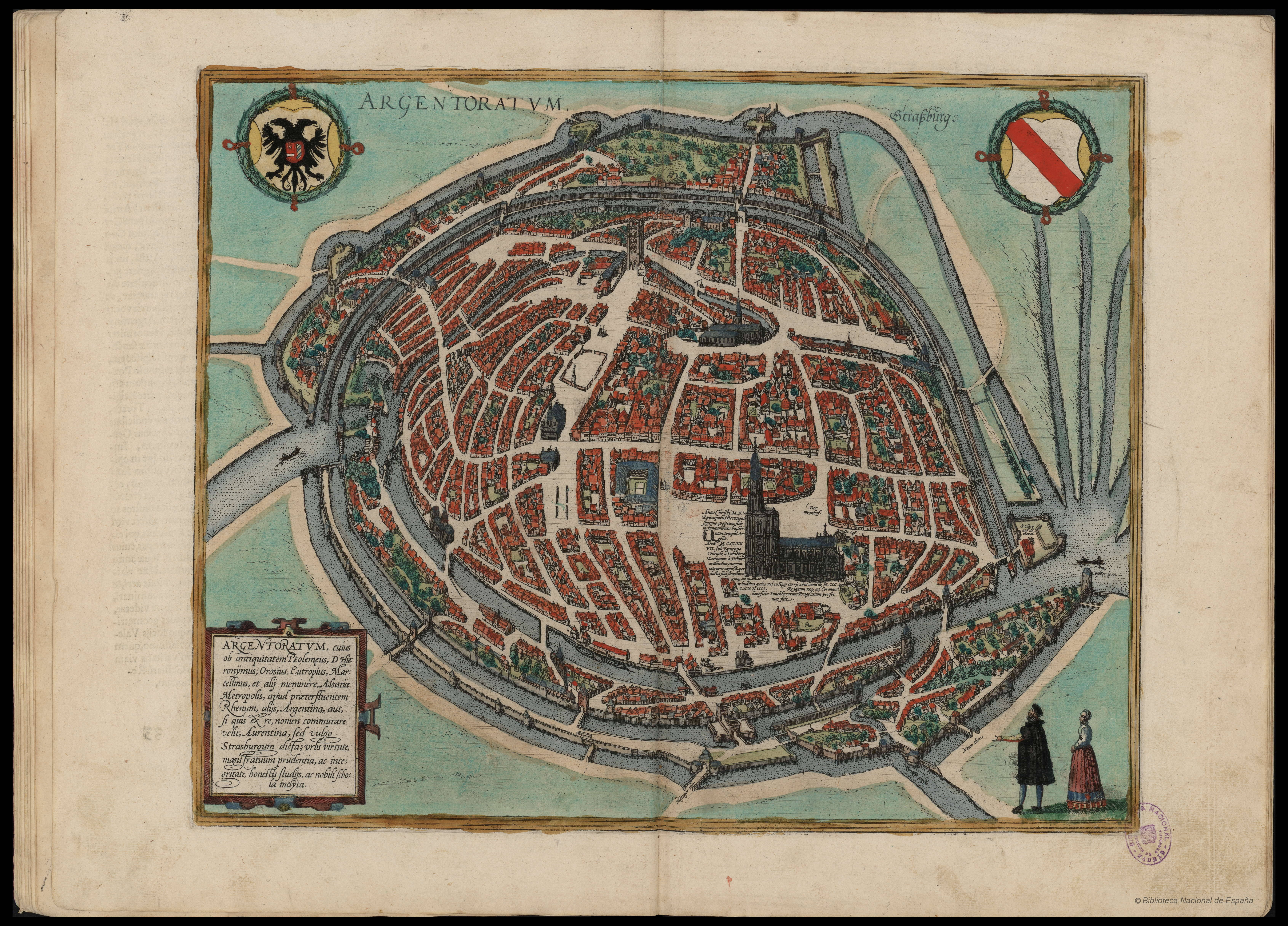
La ville de Strasbourg, perspective à vol d'oiseau, 1572

Frans Hogenberg (né en 1535 à Malines, mort en 1590 à Cologne) est un graveur sur cuivre, un aquafortiste et un cartographe flamand.

## Biographie
Frans Hogenberg est le fils de Nicolas Hogenberg, de Malines. Il fait son apprentissage auprès de Terbruggen puis travaille en France, en Allemagne et au Danemark. 

## Œuvre
En 1572, il publie un atlas des villes du monde, Civitates Orbis Terrarum, en collaboration avec Georg Braun. D'innombrables gravures de la Description du mariage princier de Jülich-Kleve-Berg (Beschreibung derer Fürstlicher Güligscher ec. Hochzeit),  publié par Dietrich Graminaüs en 1587 à Cologne pour célébrer les noces de Johann Wilhelm de Clèves avec Jacqueline de Bade, sont de la main de Frans Hogenberg.

### Civitates Orbis Terrarum
En 1544, Sebastian Münster avait fait publier une Cosmographia Universalis à Bâle. L'ouvrage, illustré de gravures sur bois d'Holbein, connut un succès immédiat et de nombreuses rééditions tout au long du XVIe siècle. Les progrès de la gravure sur cuivre facilitèrent l'impression des cartes. En 1570, le célèbre cartographe néerlandais, Abraham Ortelius, publia à son tour un atlas du globe terrestre, le Theatrum Orbis Terrarum, en faisant appel à Hogenberg qui grava un certain nombre de planches. L'engouement du public pour les livres de géographie illustrés contribua à la conception et la publication des Civitates Orbis Terrarum, ouvrage dont l'apparence et la taille ressemblait beaucoup à celui d'Ortelius et qui était considéré comme la suite naturelle de celui-ci. C'est George Braun (1541-1622), théologien, chanoine et doyen de la collégiale Santa Maria ad Gradus de Cologne, qui fut l'éditeur de ce recueil et qui, de 1572 à 1618, rassembla  ou rédigea les textes  qui accompagnent les gravures de Simon Novellanus (vers 1538- vers 1590) et surtout de Frans Hogenberg. 
Les six volumes de l'édition complète comportent plus de 350 vues assez fidèles de villes, soit des panoramas, des plans ou des vues à vol d'oiseau, composant un ensemble d'environ 1600 pages au format 280 x 410 mm. Certains panoramas sont de la main de Georg Hoefnagel, et une partie des cartes des villes belges et néerlandaises sont du cartographe néerlandais Jacob Van Deventer.  Y figurent toutes les grandes villes d'Europe, d'Afrique, d'Asie, et même d'Amérique. 
Ces gravures d'Hogenberg sont d'une valeur inestimable pour la connaissance des villes médiévales avant les destructions massives dues à la Guerre de Trente Ans ou aux travaux de rénovation de l'époque baroque. Aux représentations détaillées des villes et des paysages s'ajoutent de nombreux éléments de décor tels que les véhicules, les navires, les personnages en costumes d'époque et d'innombrables scènes de genre. Les images sont décorées avec les armoiries des villes.
Les plaques gravées passèrent plus tard en la possession du fabricant de cartes néerlandais Jan Jansson. Il y apporta plusieurs modifications, et publia une nouvelle édition des panoramas urbains en 1657, à Cologne. Les éditions de l'ouvrage sont très prisées des connaisseurs en raison de leurs excellence artistique. 
Il a également gravé un dessin de Pierre Bruegel l'Ancien, La Kermesse  d'Hoboken.